# Трава пассифлоры
Трава пассифлоры (лат. Herba Passiflorae) — собранные в период цветения и начала плодоношения, высушенные облиственные побеги многолетнего культивируемого растения пассифлоры инкарнатной (страстоцвет мясокрасный).
Пассифлора инкарнатная — Passiflora incarnata L., сем. пассифлоровых (страстоцветных) — Passifloraceae.
Настойка и экстракт из пассифлоры оказывают успокаивающее действие на центральную нервную систему, обладают противосудорожными свойствами.
Назначают при повышенной возбудимости, бессоннице и т. п. по 20—40 капель 3 раза в день. Курс лечения 20—30 дней.
Rp.: Extr. Passiflorae fluidi 25 ml
D.S. По 20—40 капель 2—3 раза в день

## Физические свойства
Экстракт пассифлоры жидкий (Extractum Passiflorae fluidum). Спиртовой экстракт. Жидкость тёмно-коричневого или тёмно-бурого цвета, своеобразного ароматного запаха, горьковатого вкуса.

## Форма выпуска
Форма выпуска: во флаконах тёмного стекла по 25 мл.

## Хранение
Хранение: в прохладном, защищенном от света месте.